# Гарсиа, Тибо
Тибо Гарсиа (фр. Thibaut Garcia; род. 26 мая 1994, Тулуза) — французский гитарист, исполнитель преимущественно академической музыки.
Сын испанца и француженки. Начал играть на гитаре с семи лет, с детства, под влиянием отца, интересовался творчеством выдающихся испанских академических гитаристов — Хоакина Родриго, Андреса Сеговии и др. Окончил Тулузскую консерваторию по классам камерного ансамбля (педагог Рено Грю) и гитары (педагог Поль Ферре), затем учился в Парижской консерватории у Оливье Шассена, занимался также под руководством Жюдикаэля Перруа. Первую международную награду получил в 2010 году, выиграв конкурс гитаристов имени герцогини Анны Амалии в Веймаре. Дважды удостоен французской премии «Виктуар де ля мюзик»: в 2019 году как лучший инструменталист — открытие года, в 2021 г. как лучший инструменталист.
Первый альбом под названием «Завтра на заре» (фр. Demain dès l'aube, начало знаменитого стихотворения Виктора Гюго) выпустил в 2014 году, включив в него партиту № 6 BWV830 Иоганна Себастьяна Баха, Секвенцию IX Лучано Берио и Вариации на тему арии Беллини итальянского композитора XIX века Джулио Регонди. Затем последовали сольные альбомы «Легенды» (исп. Leyendas, 2016; шедевры гитарного репертуара от Исаака Альбениса до Астора Пьяццолы) и «Баховские вдохновения» (англ. Bach inspirations; 2018, музыка Баха и гитарная музыка разных эпох, обнаруживающая его влияние). В 2020 году Гарсиа записал Аранхуэсский концерт Родриго и «Придворную музыку» Александра Тансмана вместе с Оркестром Капитолия Тулузы под руководством Бена Глассберга. 2021 год ознаменовался для Гарсиа выходом совместного альбома с певцом Филиппом Жаруски — «Под твою гитару» (фр. À sa guitare), в состав которого наряду с оперными ариями вошли, в частности, песня «Сентябрь» певицы Барбара и знаменитый хит Луиса Бонфа «Утро карнавала» из фильма «Чёрный Орфей» (1959).